# Dominic DeNucci
Domenico Nucciarone (Frosolone, 23 de enero de 1932-McCandless, 12 de agosto de 2021) fue un luchador profesional y entrenador de lucha libre profesional italoestadounidense más conocido bajo su nombre en el ring de Dominic DeNucci. Ganó más de una docena de campeonatos en todo el mundo en las décadas de 1960 y 1970. Sus estudiantes de lucha libre incluyeron a Mick Foley, Shane Douglas y Brian Hildebrand.

## Carrera en lucha libre profesional

### Carrera temprana (1958-1964)
Hizo su debut en la lucha libre profesional en 1958 en Montreal, Quebec, Canadá como Masked Marvel y también luchó en Ottawa, Ontario. En 1959, DeNucci comenzó hacer equipo con el Dino Bravo original como Dominic Bravo, su hermano en kayfabe mientras los dos trabajaban como equipo en Canadá en las provincias marítimas, Toronto, Ontario y Winnipeg, Manitoba. También trabajaron en Ohio y Buffalo. El equipo se dirigió al oeste para luchar en Calgary para Stampede Wrestling a partir de 1962. DeNucci mantendría el nombre Bravo hasta que dejó Stampede en 1963. Luchó como Don DeNucci en el territorio de San Francisco en 1963 durante un año.

### World Championship Wrestling (Australia) (1964-1966, 1968, 1970)
En 1964, DeNucci hizo su debut en Australia para World Championship Wrestling. Se peleó con Killer Kowalski. El 7 de noviembre de 1964, derrotó a Kowalski por el Campeonato Mundial Peso Pesado de la IWA en Melbourne. Perdió el título ante Ray Stevens el 9 de enero de 1965. Un mes después recuperó el título al derrotar a Stevens. El 10 de marzo volvió a ceder el título a Stevens. Continuó su feudo con Kowalski. El 12 de febrero de 1966, ganó el título por tercera vez derrotando a Kowalski. Retuvo el título durante 111 días hasta perderlo ante Toru Tanaka el 3 de junio en Sídney. Luego hizo equipo con Kowalski y su amigo italiano Bruno Sammartino teniendo un feudo con los heels japoneses Toru Tanaka y Mitsu Arakawa.
El 1 de julio de 1966, hizo equipo con Mark Lewin y derrotaron a Larry Hennig y Harley Race por el Campeonato Mundial en Parejas de la IWA. Perdieron el título ante Skull Murphy y Brute Bernard el 15 de julio. Después de eso, DeNucci regresó a Norteamérica. En mayo de 1968 regresó, esta vez haciendo equipo con Antonio Pugliese, cuando derrotaron a Skull Murphy y Killer Karl Kox por el Campeonato Mundial en Parejas de la IWA. Lo perdieron ante Killer Kowalski y Bill Miller. Encontró un nuevo compañero, Mario Milano, y derrotaron a Kowalski y Miller por el título. Luego le cedieron el título a Mikel Scicluna y Ciclón Negro. En 1970 hizo otra vuelta, esta vez peleando con King Curtis Iaukea. El 16 de enero ganó su cuarto y último Campeonato Mundial Peso Pesado de la IWA derrotando a Iaukea. El 25 de marzo perdió el título a Iaukea.

### Varias promociones (1966-1978)
Después de dejar Australia en 1966, regresó a Norteamérica luchando en Vancouver, Columbia Británica, Canadá, durante un año. Luchó en muchos territorios en Cleveland, Buffalo, St. Louis, Chicago y Big Time Wrestling en Detroit. También fue muy popular en el territorio de Míchigan/Ohio a principios de la década de 1970, así como en Toronto para Maple Leaf Wrestling de 1969 a 1978. En 1974 luchó por Championship Wrestling from Florida, donde ganó el Campeonato en Parejas de Florida de la NWA con Tony Parisi derrotando a Toru Tanaka y Dick Slater. Perdieron los títulos en 1975 a Slater y J.J. Dillon.

### Japón (1971, 1972, 1979-1981)
En 1971, fue a Japón por primera vez para trabajar para Japan Pro Wrestling Alliance. En 1972 trabajó para la nueva All Japan Pro Wrestling de Giant Baba como Don Denucci. Perdió algunos combates ante Baba. En 1979, regresó y tuvo un feudo con Dick Beyer, Jumbo Tsuruta, Kim Duk y Great Kojika. Dejó la promoción en 1981.

### World Wide Wrestling Federation/World Wrestling Federation (1967-1982)

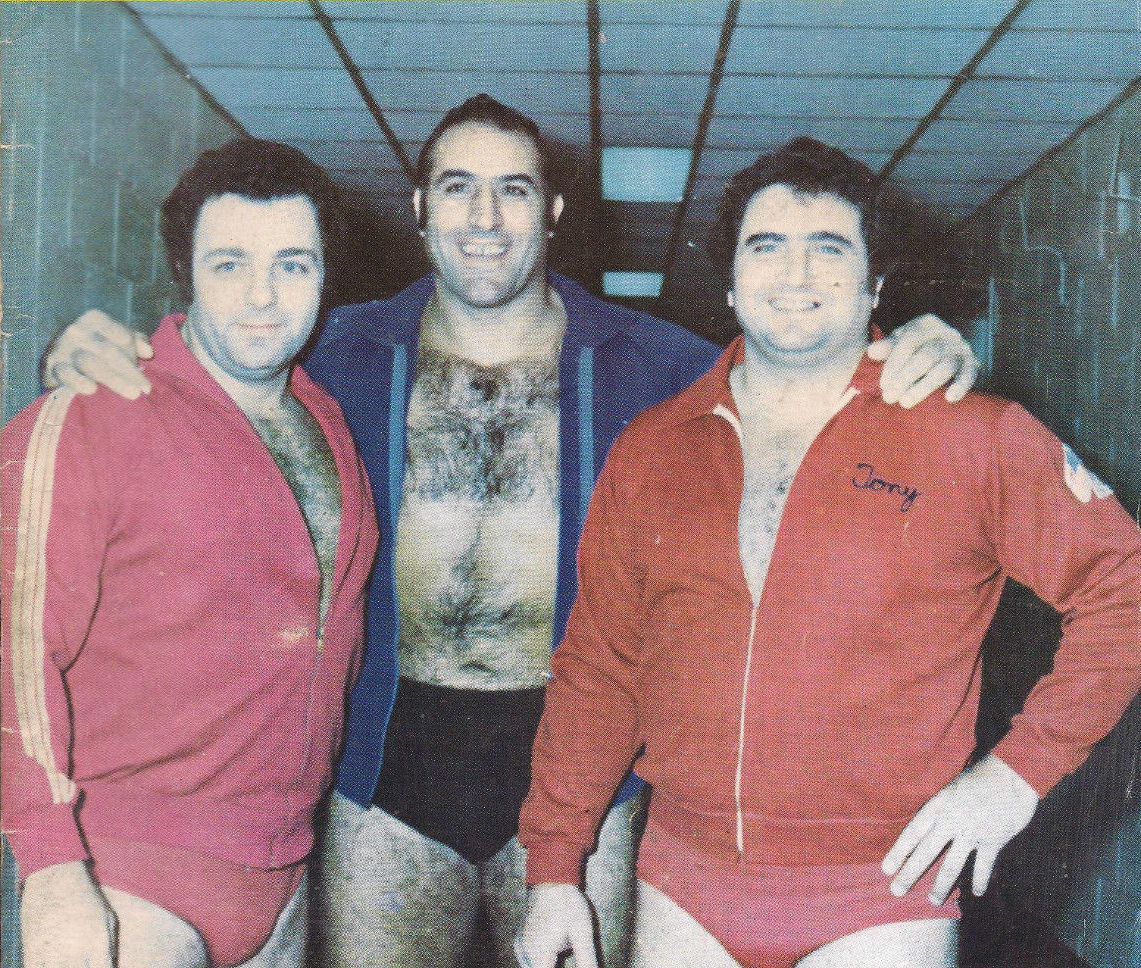
DeNucci (centro) con Louis Cerdan (izquierda) y Tony Parisi (derecha) en la WWWF en 1976.

Debutó en la ciudad de Nueva York en 1967. El 18 de junio de 1971, DeNucci ganó su primer título de la World Wide Wrestling Federation (WWWF), el Campeonato Internacional en Parejas de la WWWF, con Bruno Sammartino al derrotar a The Mongols (Bepo Mongol y Geto Mongol). Perdieron el título ante The Mongols tres días después. El 13 de mayo de 1975, DeNucci y Víctor Rivera ganaron el Campeonato Mundial en Parejas de la WWWF de manos de Jimmy y Johnny Valiant. En junio, sin embargo, Rivera dejó la WWF y Pat Barrett se convirtió en el socio sustituto de DeNucci. Perdieron el título aproximadamente tres meses después ante The Blackjacks el 26 de agosto. DeNucci se convirtió en dos veces Campeón Mundial en Parejas de la WWWF cuando él y su compañero, el segundo Dino Bravo, derrotaron a Professor Tanaka (el anterior Toru Tanaka) y Mr. Fuji el 14 de marzo de 1978. Retuvieron el título hasta el 26 de junio, cuando lo perdieron ante The Yukon Lumberjacks. DeNucci también desafió sin éxito al inaugural Campeón Intercontinental de la WWF Pat Patterson en varias ocasiones por el cinturón en 1979 y 1980. Eventualmente hizo la transición para convertirse en un jobber y dejó la compañía en 1982 después de 15 años.

### Carrera posterior (1982-1987)
Después de dejar la WWF, DeNucci regresó a Toronto y luchó allí durante un año. De 1984 a 1985 luchó para Lutte Internationale en Montreal y American Wrestling Association en Minnesota. El 16 de noviembre de 1987, regresó a la World Wrestling Federation para una aparición de una noche en un espectáculo en casa en East Rutherford, Nueva Jersey, participando en un Legends Battle Royal ganado por Lou Thesz. Después de eso, se retiró de la lucha libre a los 55 años.

### Apariciones esporádicas (década de 1990)

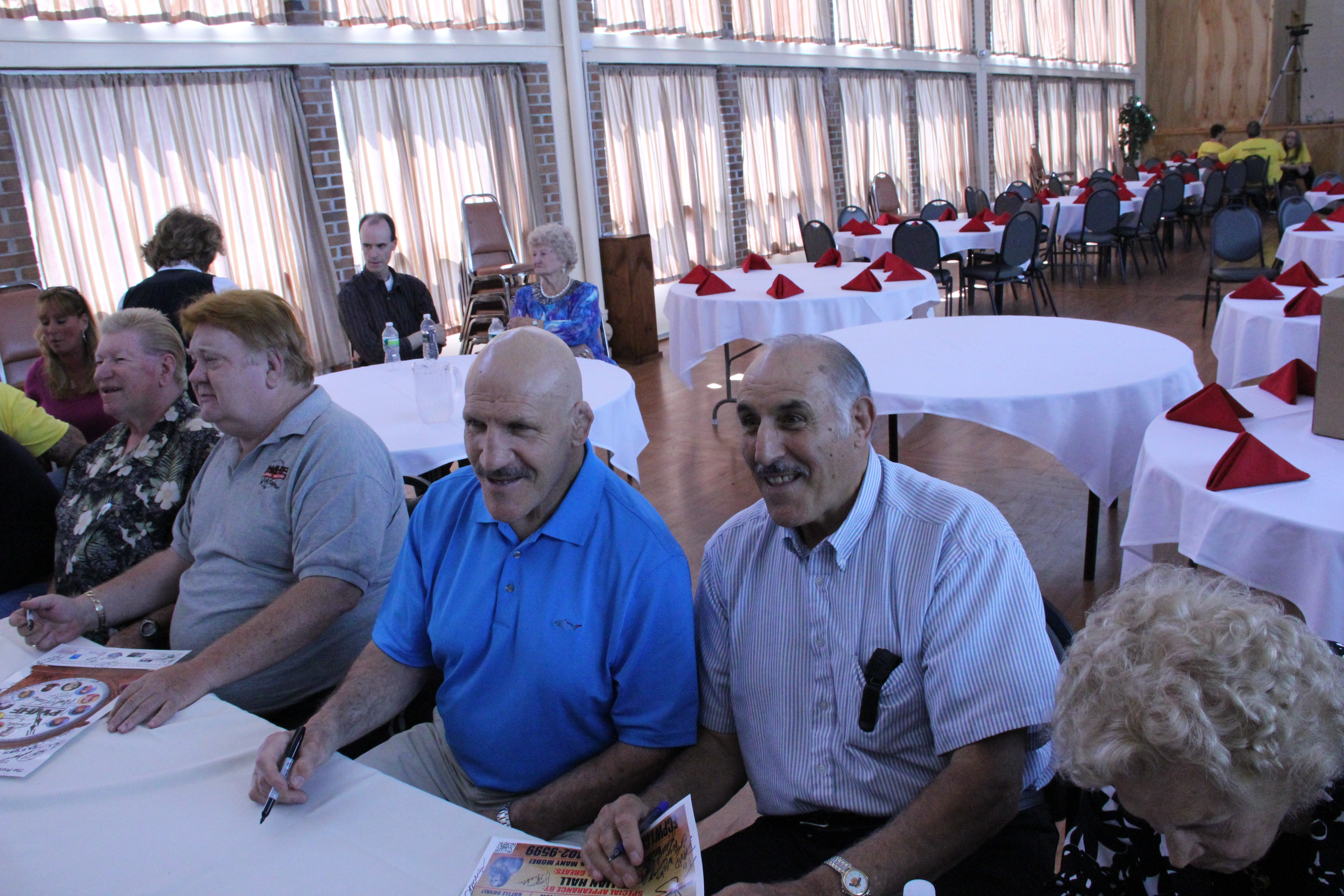
DeNucci y Bruno Sammartino en una firma de autógrafos en 2012.

Durante la década de 1990, DeNucci luchó cinco veces. La primera fue una derrota ante Johnny Valiant por descalificación el 9 de noviembre de 1990, en un evento en Chesterland, Ohio. Luego derrotó a Johnny Hotbody el 4 de abril de 1993 en Maccabiah Mania en Livingston, Nueva Jersey. El 13 de mayo de 1994, derrotó a Lord Zoltan en un evento de la IWA en Warren, Ohio. El 7 de junio de 1996, DeNucci se reunió con Tony Parisi cuando derrotaron a Bruiser Bedlam y Danny Johnson en el Ilio DiPaolo Memorial Show en Buffalo, Nueva York. Luego, el 30 de julio de 1999, derrotó a Lord Zoltan en el evento Curtis Comes Home en Rostraver, Pensilvania. El evento rindió homenaje al estudiante de DeNucci, Mark Curtis, quien murió de cáncer.

### Regreso a la lucha libre en el circuito independiente (2005-2012)
En 2005, DeNucci salió de su retiro a la edad de 73 años. El 27 de agosto de 2005, perdió ante Ivan Koloff en un Russian Chain match en WrestleReunion 2 en Filadelfia, Pensilvania. Luchó en el circuito independiente de Pensilvania durante el resto de su carrera. También hizo apariciones como árbitro y entrenador. El 24 de marzo de 2007, derrotó a Larry Zbyszko en Night of Legends 3 de International Wrestling Cartel en Franklin, Pensilvania, teniendo a Bruno Sammartino en su esquina como mánager. El 3 de mayo de 2009, se asoció con los estudiantes Shane Douglas y Cody Michaels para derrotar a J.J. Dillon, Lou Marconi y Frank Stalletto en Deaf Wrestlefest en Pittsburgh, Pensilvania. Luchó en su último combate individual el 29 de mayo de 2009, derrotando a Samuel Elias por conteo en Far North Wrestling en New Castle, Pensilvania. Luchó en su último combate el 14 de abril de 2012 en Toronto, haciendo equipo con su protegido Shane Douglas para derrotar a Lord Zoltan y Shawn Blanchard en Pro Wrestling Superstars.

### Entrenador de lucha libre profesional

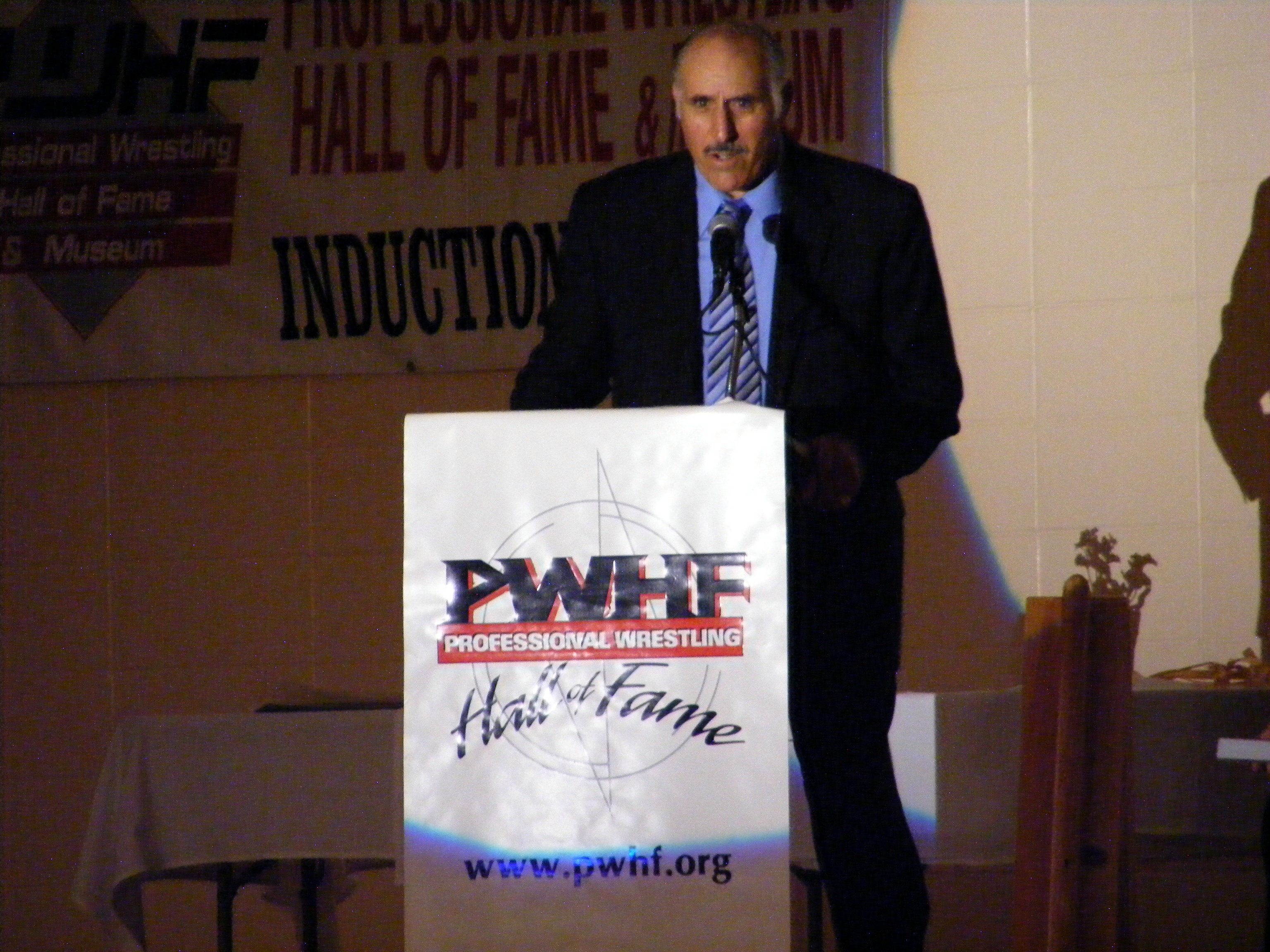
DeNucci habla en la ceremonia del Pro Wrestling Hall of Fame en 2012.

Después de terminar su carrera como luchador profesional activo, entrenó a Shane Douglas, Preston Steele, Brian Hildebrand, Moondog Spot y Mick Foley, entre otros. DeNucci aparece en Mick Foley: Madman Unmasked, donde se le ve entrenando a Mick Foley y recordando a Foley en los días de su entrenamiento. También aparece de forma destacada en los primeros capítulos de la autobiografía de Mick Foley, Have a Nice Day: A Tale of Blood and Sweatsocks. DeNucci apareció en el cuarto episodio del pódcast Titans of Wrestling. En 2012 fue incluido en el Pro Wrestling Hall of Fame.

## Vida personal y muerte

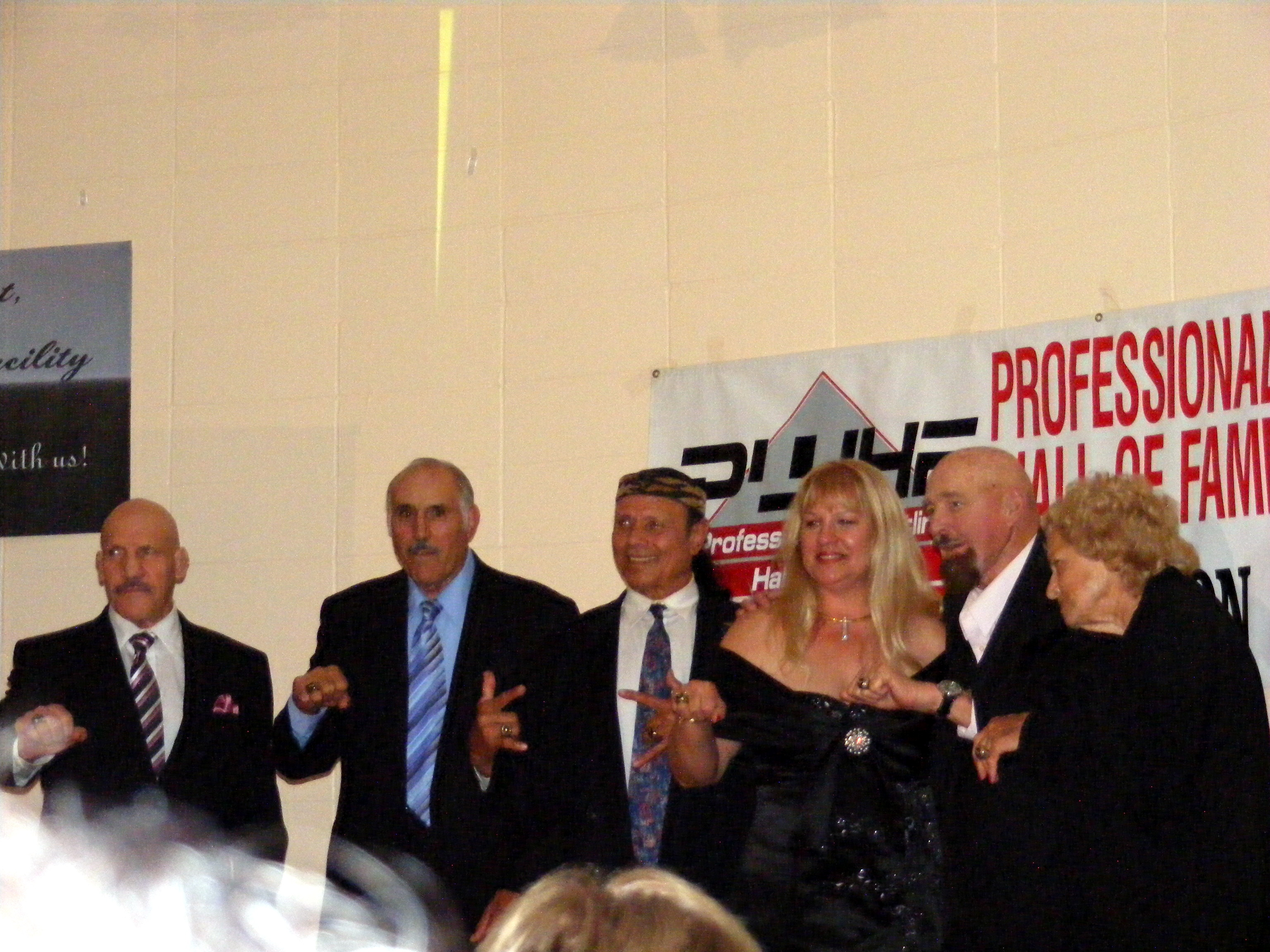
DeNucci durante un evento del Pro Wrestling Hall of Fame en 2012.

DeNucci hablaba al menos cuatro idiomas: inglés, francés, español e italiano. Tuvo un hijo llamado Tony DeNucci que también es luchador profesional. En junio de 2020, Dominic experimentó problemas cardíacos y fue hospitalizado.
DeNucci murió el 12 de agosto de 2021 en el Hospital UPMC Passavant en el municipio de McCandless, Pensilvania, a la edad de 89 años.

## En lucha
- Movimientos finales
  - Airplane spin

## Campeonatos y logros
- American Wrestling Alliance
  - AWA United States Heavyweight Championship (1 vez)
- Championship Wrestling from Florida
  - NWA Florida Tag Team Championship (1 vez) - con Tony Parisi
- Lutte Internationale
  - Canadian International Tag Team Championship (1 vez) - con Nick DeCarlo
- NWA All-Star Wrestling
  - NWA Canadian Tag Team Championship (Vancouver version) (1 vez) - con Don Leo Jonathan
  - NWA World Tag Team Championship (Vancouver version) (1 vez) - con Don Leo Jonathan
- NWA Detroit
  - NWA World Tag Team Championship (Detroit version) (1 vez) - con Chris Markoff
- National Wrestling Federation
  - NWF Heavyweight Championship (1 vez)
  - NWF North American Heavyweight Championship (2 veces)
  - NWF World Tag Team Championship (2 veces) - con Tony Parisi
- New Independent Wrestling Association
  - NIWA Tag Team Championship (1 vez) - con Mr. Hati[13]
- Professional Wrestling Hall of Fame
  - Clase de 2012
- Stampede Wrestling
  - Stampede International Tag Team Championship (3 veces) - con Ron Etchinson[14]
- World Championship Wrestling (Australia)
  - IWA World Heavyweight Championship (3 veces)
  - IWA World Tag Team Championship (3 veces) - con Mark Lewin (1), Antonio Pugliese (1) and Mario Milano (1)
- World Wrestling Association (Indianapolis)
  - WWA World Tag Team Championship (1 vez) - con Wilbur Snyder[15]
- World Wide Wrestling Federation
  - WWWF International Tag Team Championship (1 vez) - con Bruno Sammartino[4]
  - WWWF World Tag Team Championship (2 veces) - con Víctor Rivera/Pat Barrett (1) y Dino Bravo (1)[5][6]
- Otros títulos
  - West Virginia Tag Team Championship (1 vez) - con Apache Lou[16]